# Orchestra Giovanile Luigi Cherubini
L'Orchestra Giovanile Luigi Cherubini è un'orchestra italiana fondata nel 2004 da Riccardo Muti e destinata ad accogliere musicisti di età compresa fra i 18 e i 30 anni.
Divide la propria sede tra le città di Piacenza e Ravenna; in quest'ultima è orchestra residente di Ravenna Festival.

## Le caratteristiche
La scelta del nome di Luigi Cherubini, compositore italiano molto attivo in ambito europeo, è stata determinata dal desiderio di suggerire che l'orchestra possiede una forte identità nazionale combinata a una visione europea della musica e della cultura. Scopo del progetto è rappresentare uno strumento di congiunzione tra il mondo dei conservatori e l'attività professionale, offrendo un'opportunità di alta formazione a giovani strumentisti sotto i trent'anni. I membri dell'orchestra, provenienti da ogni regione italiana, sono selezionati tramite audizione da una commissione presieduta dallo stesso Muti. I musicisti rimangono in orchestra per un solo triennio, così garantendo il continuo rinnovamento della stessa.

## L'attività
Il debutto della Cherubini risale al 13 dicembre 2004, con la lezione-concerto di Muti presso il Teatro Municipale di Piacenza. Muti la diresse per la prima volta in concerto l'estate dell'anno seguente, il 5 giugno 2005, per un programma di Cherubini, Schubert e Beethoven sempre nel teatro piacentino. Il debutto nell'opera lirica risale allo stesso anno, quando fu diretta da Patrick Fournillier nel Faust di Charles Gounod, da Muti nella Sancta Susanna di Paul Hindemith (eseguita però in forma di concerto) e di nuovo da Fournillier per I Capuleti e i Montecchi di Bellini; questi appuntamenti, tutti e tre nell'ambito di Ravenna Festival, segnarono anche l'inizio della residenza della Cherubini presso la manifestazione ravennate.
Negli anni a seguire l'orchestra ha affrontato repertori che spaziano dalla musica barocca a quella contemporanea, esibendosi sia in Italia che in Europa e nel mondo. La prima esibizione all'estero fu nel 2006 in Svizzera, a Gstaad, per la Fondazione Balthus, ma la prima tournée fu quella in Russia, nel 2007, per il Don Pasquale.
Oltre che dal suo fondatore, la Cherubini è stata diretta, tra gli altri, da Claudio Abbado, John Axelrod, Rudolf Baršaj, Dennis Russel Davies, Leōnidas Kavakos, Wayne Marshall, Kurt Masur, Kent Nagano, Krzysztof Penderecki, Donato Renzetti, Jurij Temirkanov. Con la direzione di James Conlon, dal 2015 al 2017 l'Orchestra è stata ospite del Festival dei Due Mondi dove ha eseguito l’intera trilogia Mozart-Da Ponte. Si è inoltre esibita con artisti quali Michele Campanella, Gérard Depardieu, Herbie Hancock, Lang Lang, Ute Lemper, Anne-Sophie Mutter, Giovanni Sollima, Alexander Toradze, Alexander Lonquich, Vadim Repin e Pinchas Zukerman.

### La scuola napoletana a Salisburgo
Nel 2007 il debutto al Festival di Pentecoste di Salisburgo con Il ritorno di Don Calandrino di Cimarosa fu la prima tappa di un progetto quinquennale, curato e promosso da Riccardo Muti in coproduzione con Ravenna Festival, per la riscoperta e la valorizzazione del patrimonio musicale della Scuola napoletana del Settecento. Il progetto si concretizzò in una serie di  allestimenti: all'opera di Cimarosa seguirono Il matrimonio inaspettato di Giovanni Paisiello, Demofoonte di Niccolò Jommelli, La Betulia liberata di Mozart e l'omonima Betulia liberata di Jommelli, I due figaro di Saverio Mercadante. Oltre alla messa in scena delle opere, cui si accostarono oratori come la Missa defunctorum di Paisiello e l'inedito Oratorio a quattro voci di Alessandro Scarlatti, fu prevista la realizzazione della stampa moderna in edizione critica di ciascun titolo, a cura della casa editrice Ut Orpheus. Alla regia si alternarono negli anni Ruggero Cappuccio, Andrea De Rosa, Cesare Lievi, Marco Gandini ed Emilio Sagi.

### Le vie dell'Amicizia
Dal 2010 l'Orchestra Cherubini partecipa a Le vie dell'Amicizia, un progetto di Ravenna Festival che ogni anno, dal 1997, vede Riccardo Muti dirigere orchestre e cori italiani in città del mondo, luoghi simbolo della storia antica e contemporanea. Il primo appuntamento a cui  prese parte la Cherubini fu il concerto in Piazza Unità d'Italia a Trieste nel 2010, per il quale furono coinvolti anche musicisti sloveni e croati. Negli anni seguenti il progetto ha portato la Cherubini ad esibirsi a Nairobi, a Mirandola dopo il terremoto in Emilia, al Sacrario militare di Redipuglia in occasione del centenario della Grande Guerra, nella Cattedrale di Otranto, a Tokyo, Teheran, Kiev, Atene, Paestum, Erevan.

### La Trilogia d'Autunno
Con la creazione, nel 2012, della Trilogia d'Autunno di Ravenna Festival, progetto che generalmente propone tre differenti titoli d'opera per tre sere consecutive al Teatro Alighieri di Ravenna, l'Orchestra Cherubini ha ampliato il proprio impegno nelle produzioni liriche. Nell'ambito della Trilogia l'Orchestra eseguì titoli legati alle celebrazioni del bicentenario verdiano (Rigoletto, Il trovatore e La traviata nel 2012; Macbeth, Otello e Falstaff nel 2013), La bohème di Puccini nel 2015, opere veriste nel 2017 (Cavalleria rusticana, Pagliacci e Tosca), di nuovo pagine di Verdi nel 2018 (Nabucco, Rigoletto e Otello) e tre opere con protagoniste femminili nel 2019 (Norma, Aida, Carmen). Nel 2021 l'Orchestra è stata invece coinvolta per la produzione originale Faust rapsodia. Oltre ad aver concepito il progetto della Trilogia d'Autunno, Cristina Mazzavillani Muti (oggi Presidente onorario di Ravenna Festival e già sua fondatrice e Presidente) firmò quasi tutte le regie, ad eccetto di Carmen e Faust rapsodia, affidate a Luca Micheletti. Sul podio dell'Orchestra si avvicendarono direttori quali: Nicola Paszkowski, Vladimir Ovodok, Hossein Pishkar, Alessandro Benigni, Antonio Greco. Alcune delle produzioni sono state inoltre portate in tournée in altri teatri italiani e non (è il caso di Rigoletto, divenuto la prima opera mai rappresentata integralmente in Bahrein, e di Falstaff e Macbeth al Festival dell'opera di Savonlinna, in Finlandia).

### L'Italian Opera Academy
Dal 2015 l'Orchestra è anche parte della Italian Opera Academy, il progetto di Riccardo Muti che combina l'opportunità formativa per giovani direttori e maestri collaboratori alla possibilità per il pubblico di assistere alle sessioni di studio e prove. Il Teatro Alighieri di Ravenna ha ospitato l'Accademia sin dalla sua creazione, con l'eccezione dell'edizione 2021 che si è tenuta presso la Fondazione Prada a Milano.

### Durante la pandemia
Durante gli anni della pandemia di Covid-19, l'Orchestra si è impegnata per la continuità dello spettacolo dal vivo: con il concerto diretto da Riccardo Muti alla Rocca Brancaleone il 21 giugno 2020, la Cherubini è infatti stata in prima linea accanto a Ravenna Festival per il ritorno in scena della musica e dei festival italiani dopo il primo lockdown. Di fronte alle misure restrittive legate alla seconda ondata, l'Orchestra ha continuato la propria attività con due concerti al Teatro Alighieri di Ravenna a novembre 2020 – diffusi anche attraverso la partnership con i siti web del quotidiano spagnolo El País, del quotidiano russo Rossijskaja Gazeta e dello Spring Festival di Tokyo – e una tournée trasmessa in streaming che ha toccato il Teatro Donizetti a Bergamo, il Teatro Mercadante a Napoli e Teatro Massimo a Palermo.

### La musica senza barriere
Tra il 2019 e il 2022, con la rassegna La musica senza barriere le formazioni da camera dell'Orchestra Cherubini hanno fatto tesoro della lezione di Muti, per cui la musica non è solo atto estetico ma etico: la rassegna ha visto diverse formazioni – di archi, fiati, arpe e percussioni, dal duo al decimino –  esibirsi in luoghi destinati al volontariato, alla cura e al recupero delle persone nel territorio di Ravenna (RSA, carceri, ospedali…). Nel corso delle edizioni l'itinerario si è arricchito anche di tappe nella regione, nel segno della collaborazione con realtà sociali e culturali italiane, a inclusione del Museo Nazionale di Ravenna e della Fondazione Magnani-Rocca.

## Premi e riconoscimenti
- Premio Franco Abbiati della critica musicale italiana: Premio speciale, Stagione 2007 per “i notevoli risultati che ne hanno fatto un organico di eccellenza riconosciuto in Italia e all’estero”.